# Réduit (fortification)
Pour les articles homonymes, voir Réduit.
Un  réduit est, en fortification bastionnée, un retranchement aménagé dans un ouvrage extérieur, le plus souvent une demi-lune ou contre-garde qui permet de renforcer cet ouvrage,. Il ne doit pas être confondu avec le fort réduit qui est un fort aménagé en complément ou remplacement d'une citadelle.
Au XIXe siècle, trois types de réduits défensifs (l'artillerie est positionnée à proximité) apparaissent :
- les tours-modèle type 1811 (tours et corps de garde) construites en hauteur près du bord de mer, comme aux pointes de Cornouaille, des Espagnols, du Toulinguet... ;
- les corps de garde crénelés modèle 1846 également associés à des positions de batteries de bord de mer : pointes du Grand Gouin, du Kador, de Kermorvan... ;
- les réduits de môles (système Séré de Rivières), semblables à des forts, mais ne disposant que de moyens de défense rapprochée comme le réduit de Planoise (place fortifiée de Besançon) ou le réduit du Bosmont (place fortifiée de Belfort).

Réduit sud de la contregarde du Roy de la Citadelle de Lille.
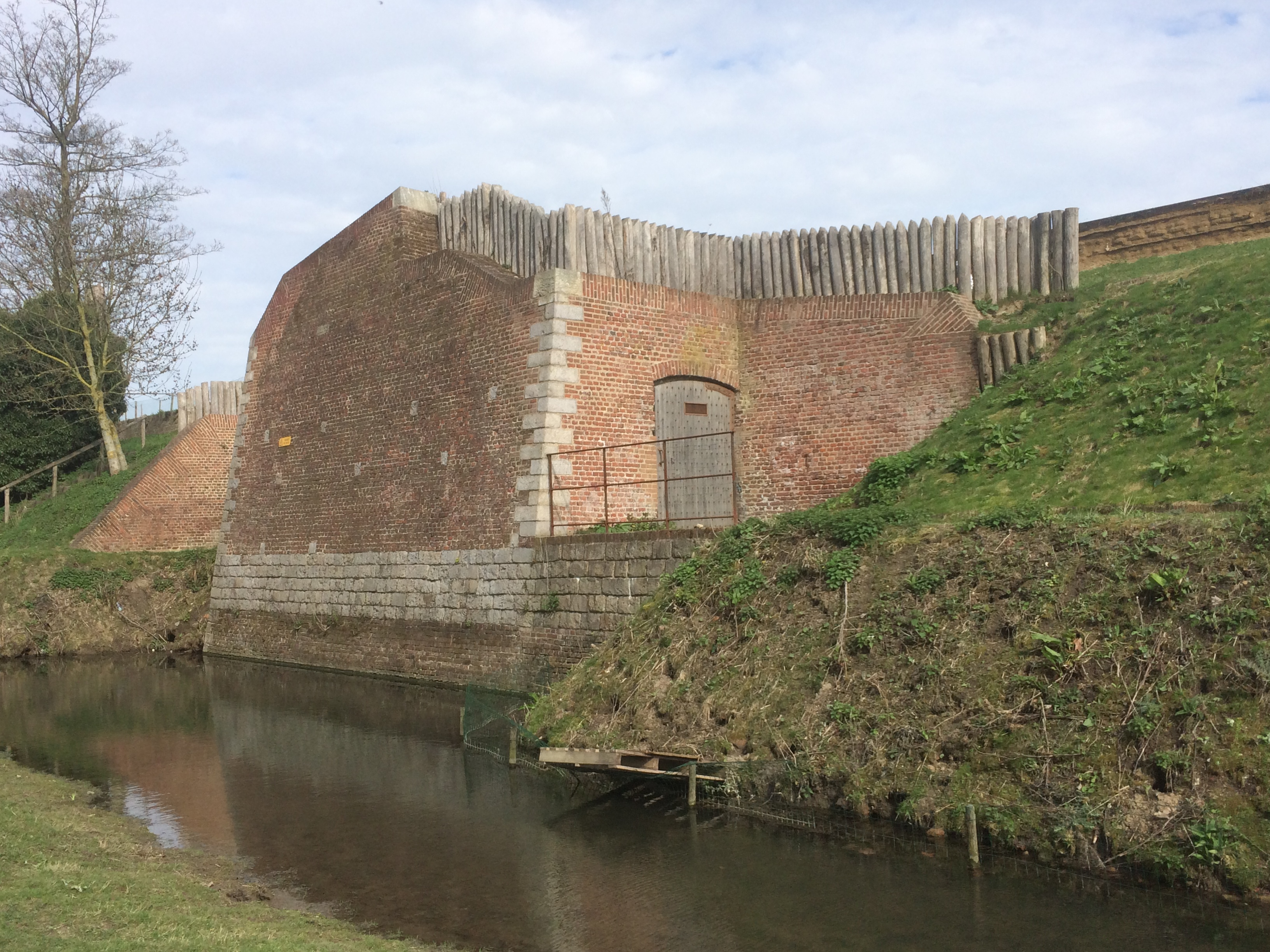
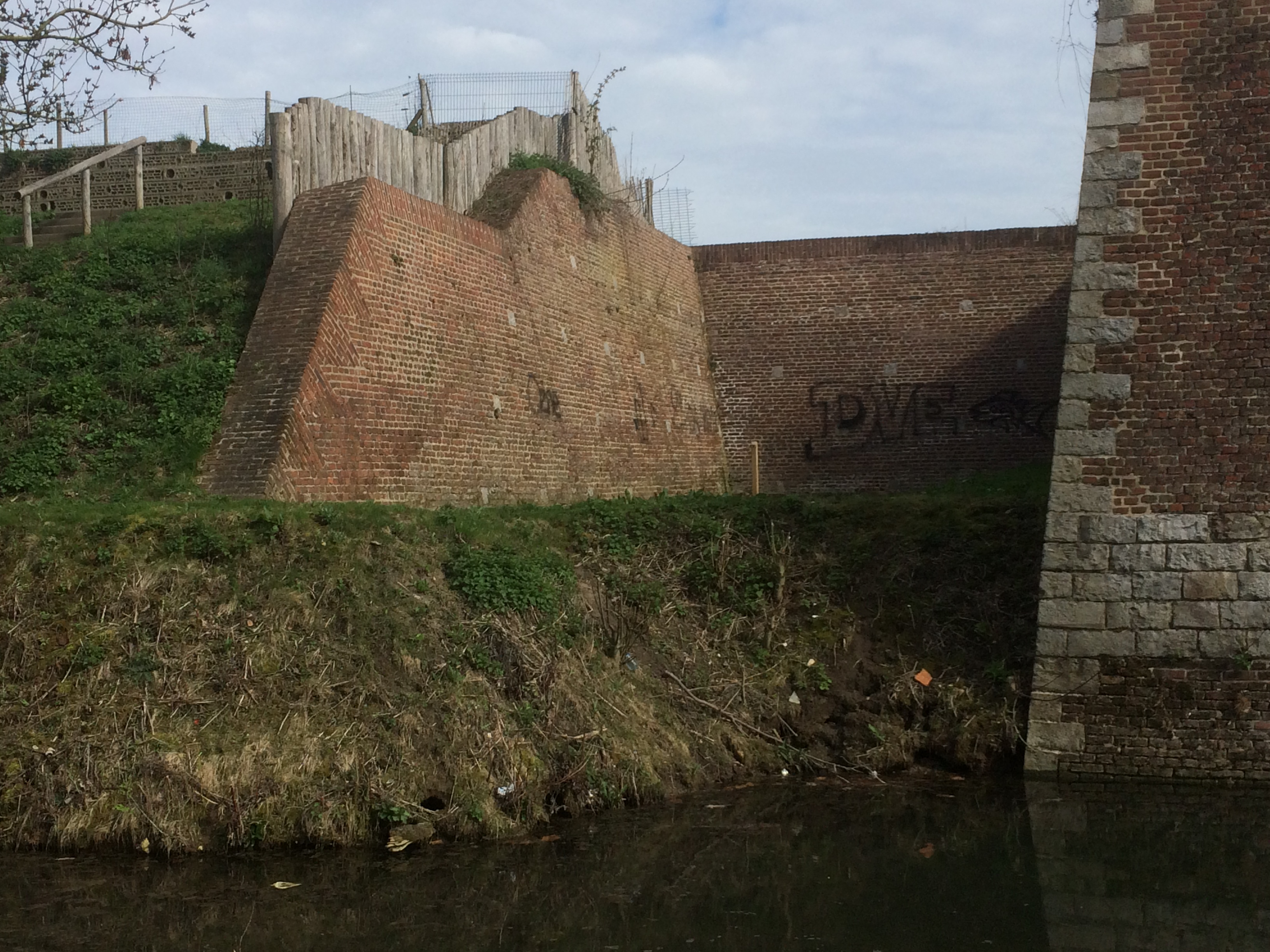
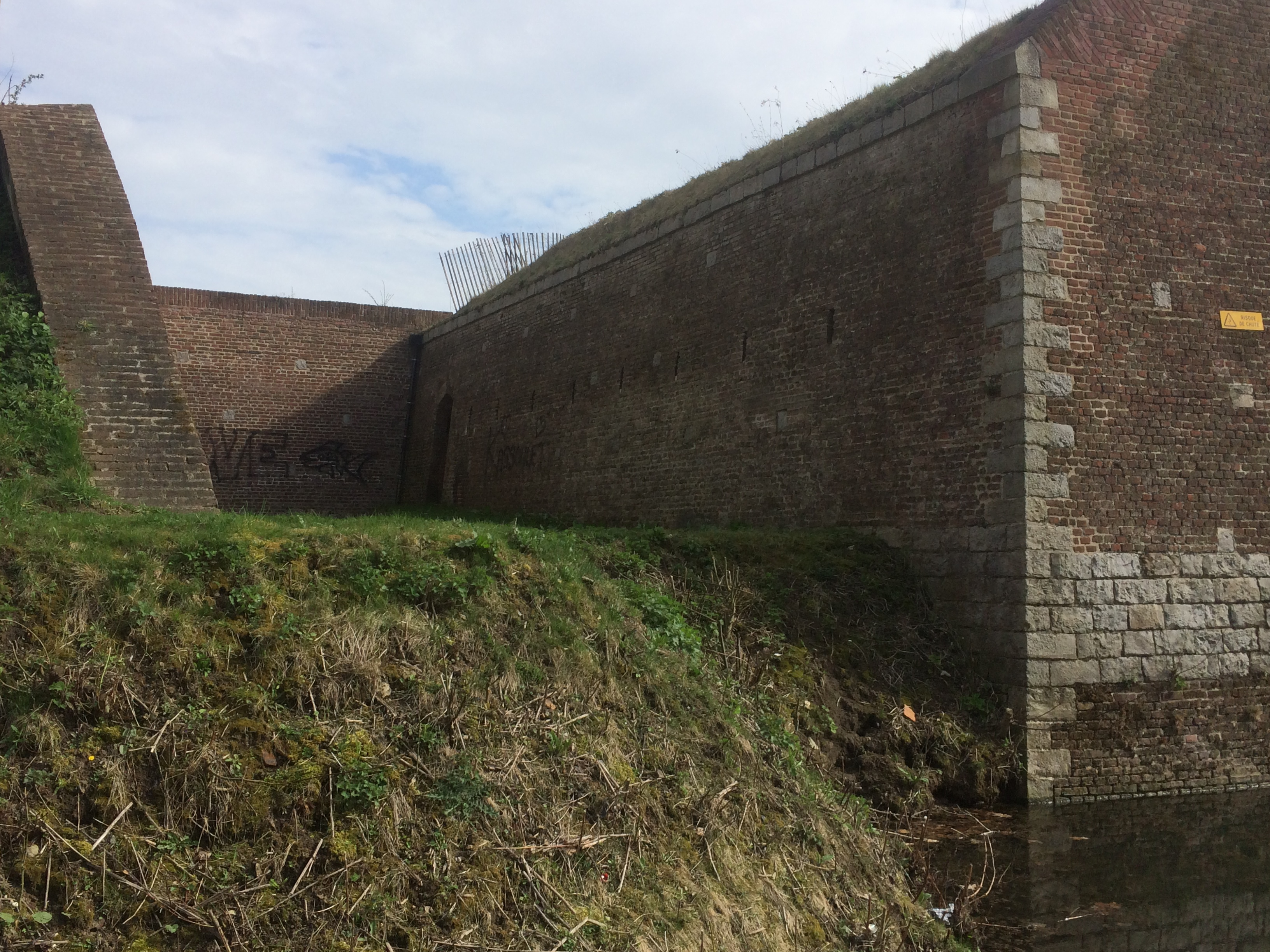
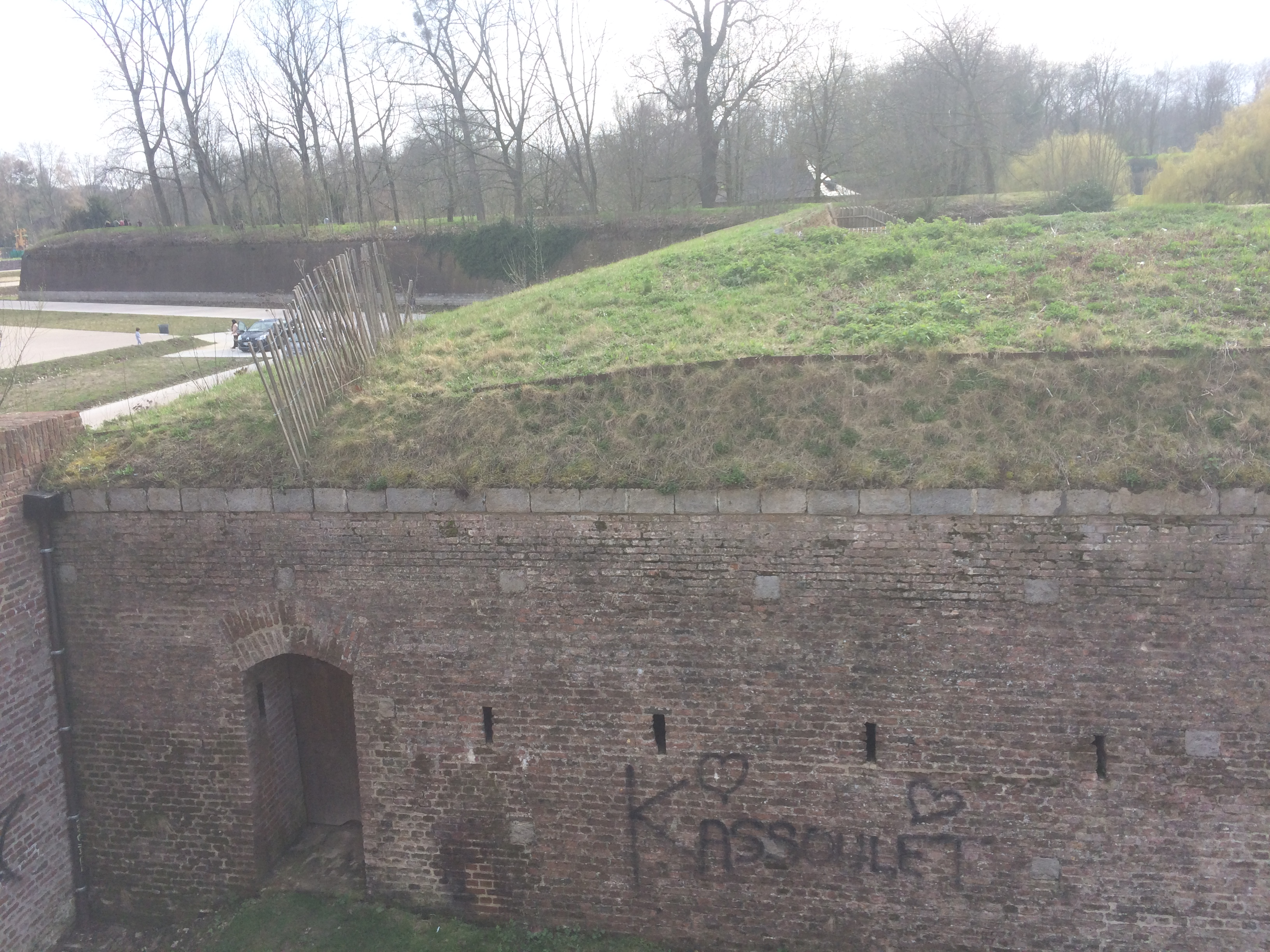

Demi-lune de Mons, réduit et corps de garde du réduit à Maubeuge.
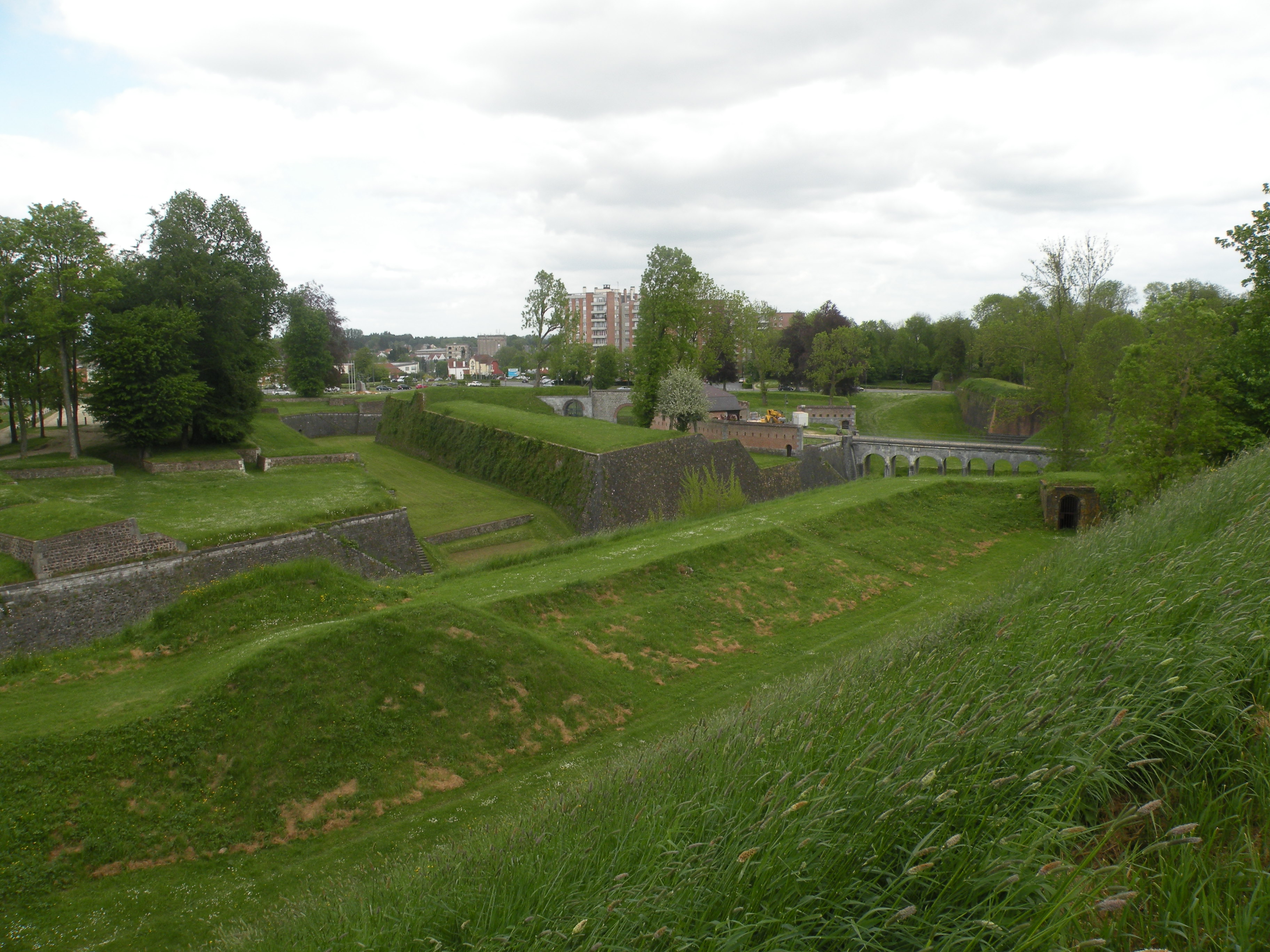
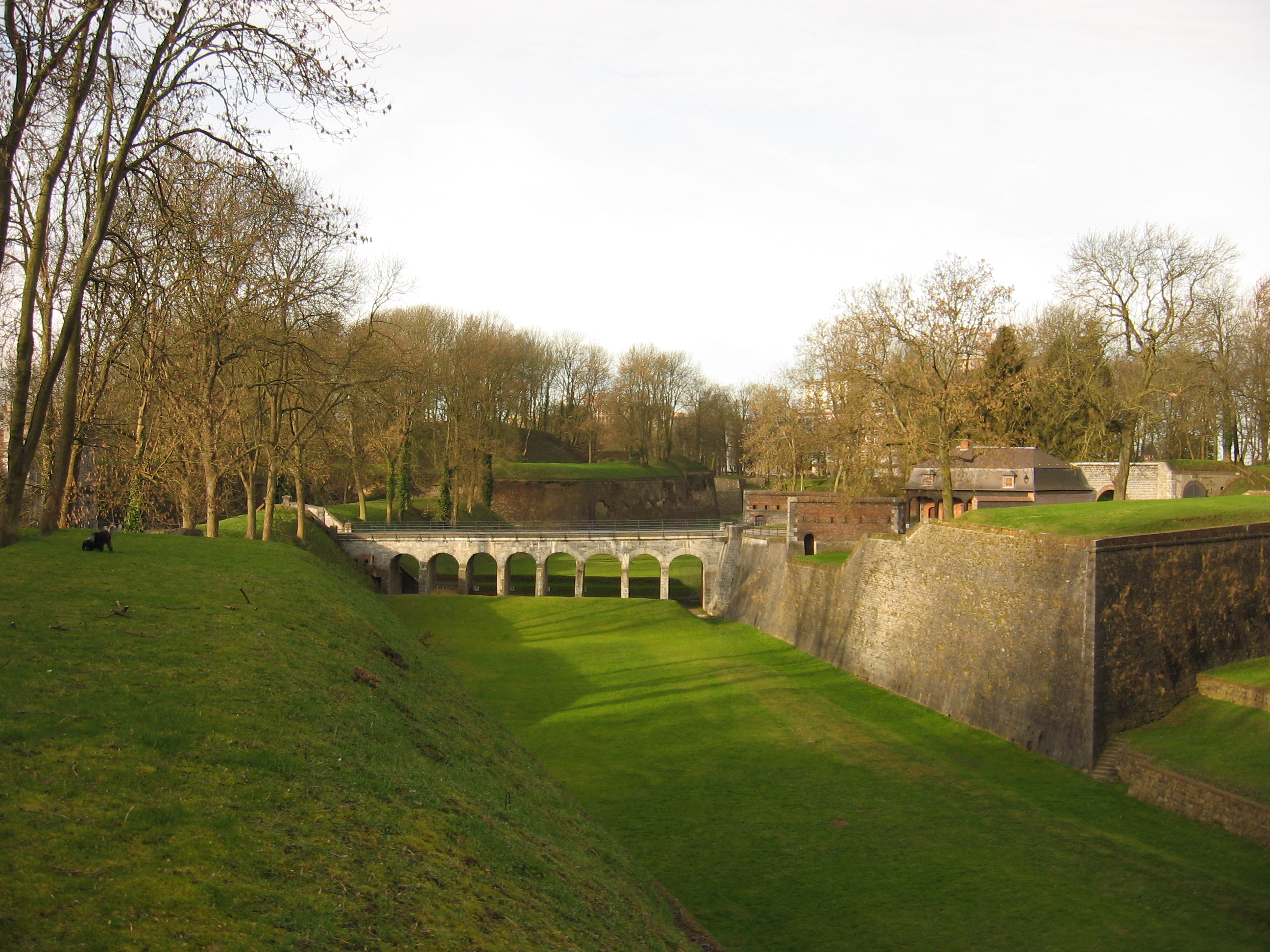
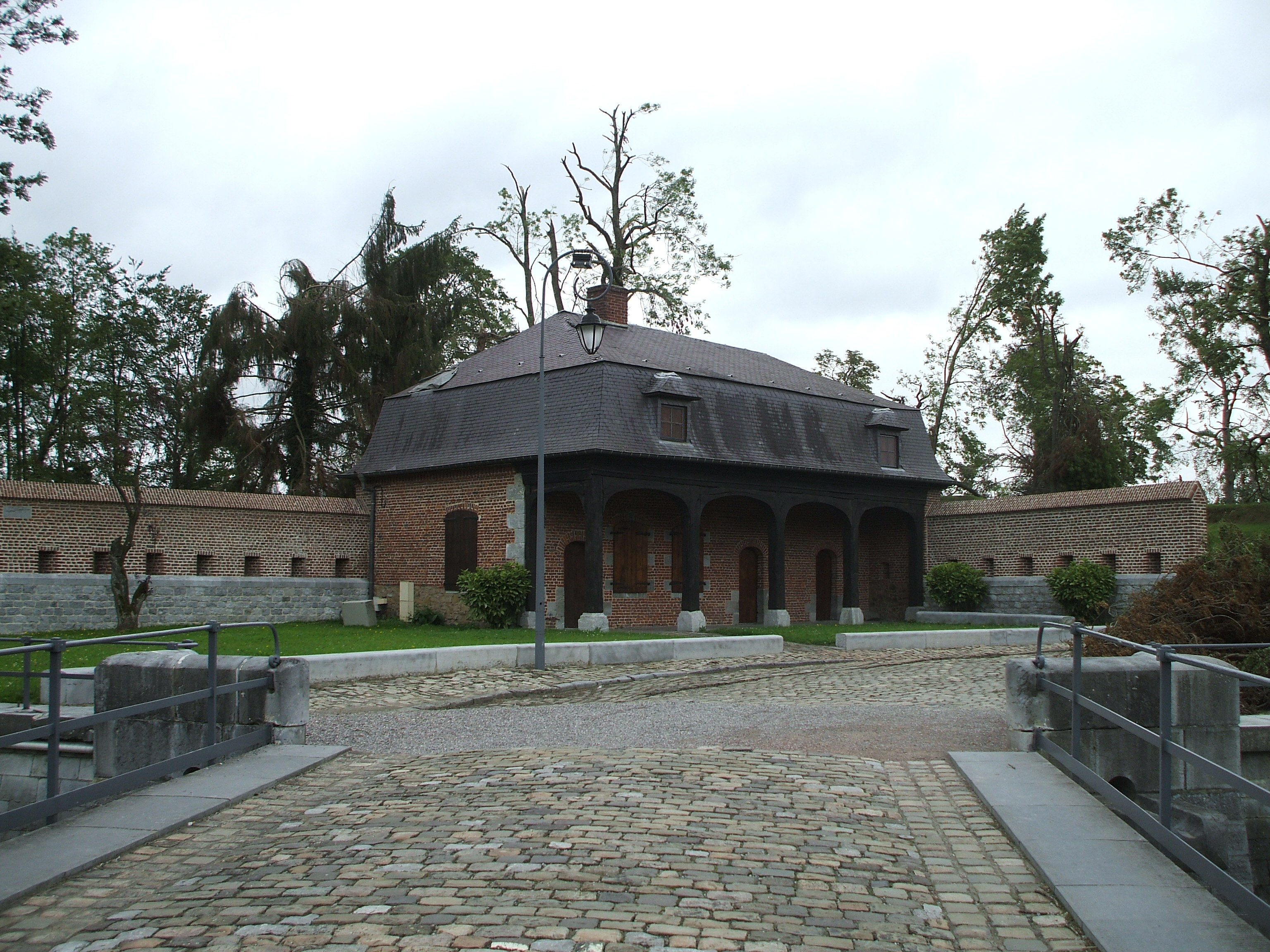